# اسقف اعظم

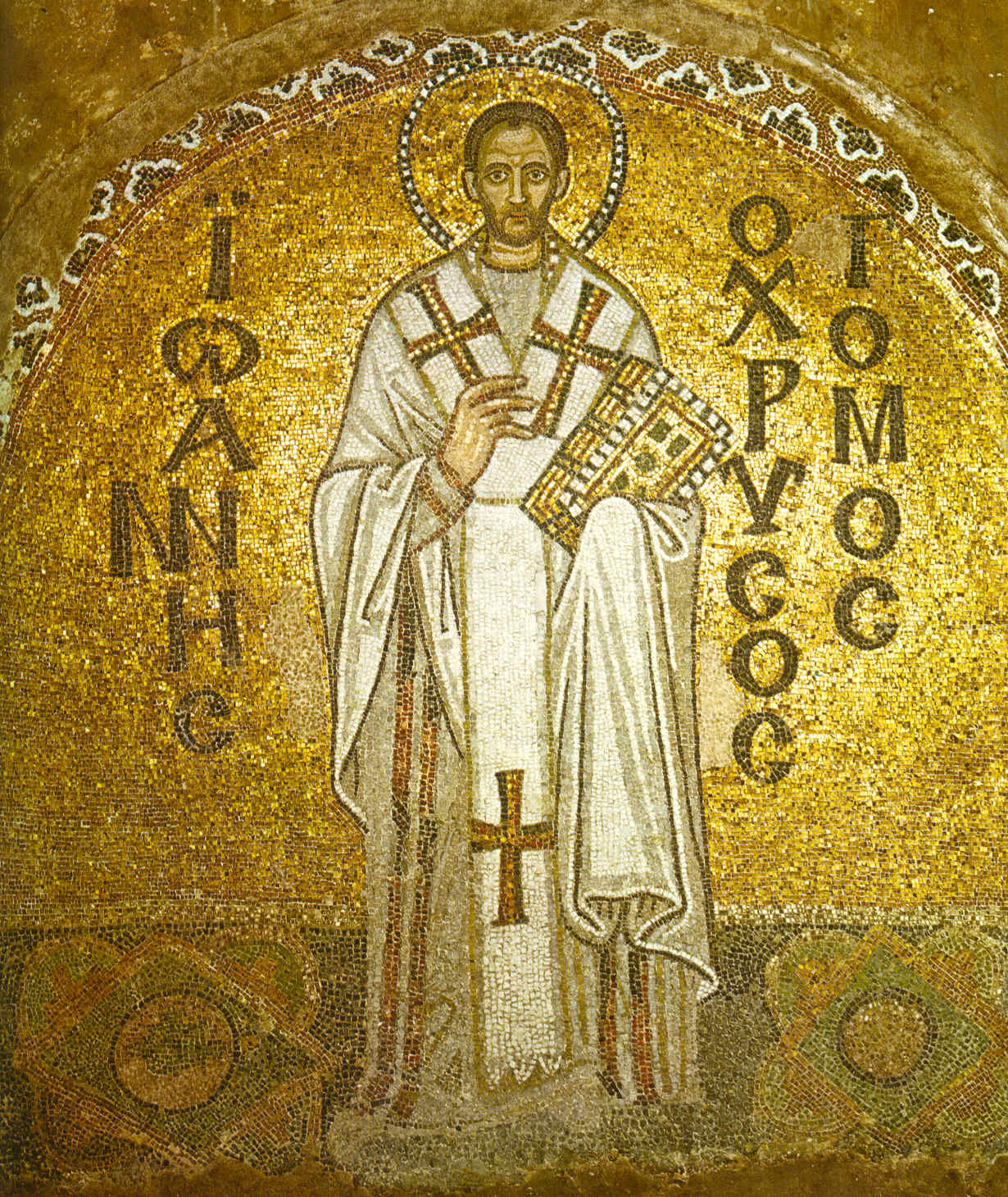
جان کریسوستوم اسقف اعظم کنستانتینوپول (۳۹۸−۴۰۴)

در فرقه‌های مسیحی، اسقف اعظم یک اسقف با رتبه یا مقام بالاتر است. در بیشتر موارد، مانند کلیسای کاتولیک، اسقف‌های اعظم متعددی وجود دارند که یا علاوه بر اسقف‌نشین خود، بر یک استان کلیسایی نیز دارای صلاحیت هستند (با برخی استثناها)، یا به‌طور دیگر به عنوان اسقف اعظم افتخاری منصوب می‌شوند. 
در برخی دیگر، مانند کلیسای لوتری کلیسای سوئد، این عنوان فقط توسط رهبر فرقه مورد استفاده قرار می‌گیرد.

## مقام‌های کلیسایی
مقام‌های کلیسایی به ترتیب اولویت قدرت عبارتند از:
- پاپ
- کاردینال
- اسقف اعظم
- اسقف
- سرپرست کشیشان
- کشیش
- شماس / دیکون